# وزن مكافئ

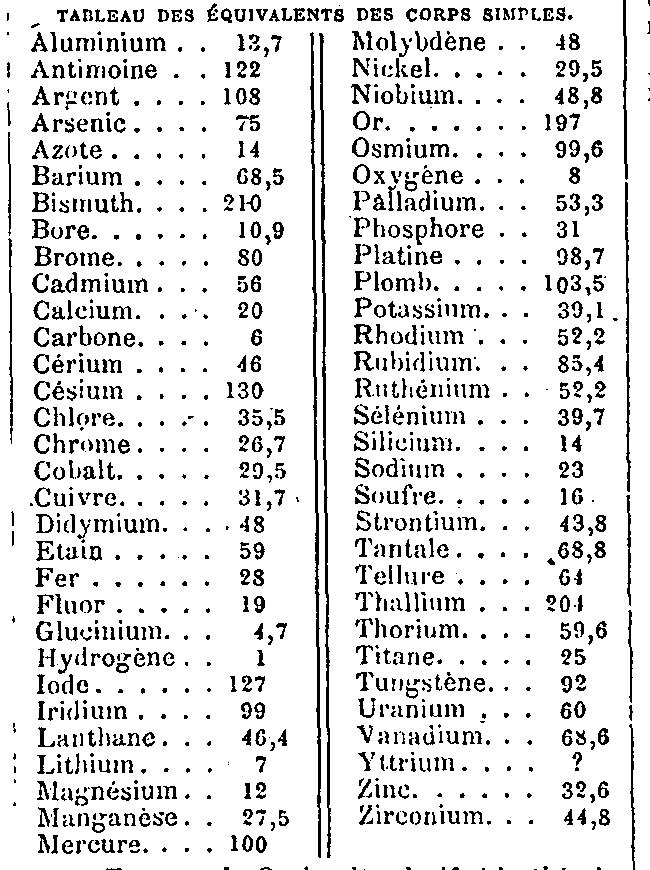

الوزن المكافئ (المعروف أيضًا بالوزن المكافئ بالغرام أو الكتلة المكافئة) هو الوزن المكافئ لعنصر أو مركب معبراً عنه بالغرامات، أو هو كتلة مكافئ واحد، أي كتلة مادة معينة والتي سوف تتحد مع أو تحل محل كمية ثابتة من مادة أخرى، والوزن المكافئ لعنصر هو الكتلة التي تتحد مع أو تزيح 1.008 جرام من الهيدروجين أو 8.0 جرام من الأكسجين أو 35.5 جرام من الكلور. تتوافق هذه القيم مع الوزن الذري مقسومًا على التكافؤ المعتاد؛ للأكسجين كمثال 16.0 جم / 2 = 8.0 جم.
بالنسبة للتفاعلات الحمضية-القاعدية، فإن الوزن المكافئ للحمض أو القاعدة هو الكتلة التي تزود أو تتفاعل مع مول واحد من كاتيونات الهيدروجين (الهيدرون [الإنجليزية]) (+H). وبالنسبة لتفاعلات الأكسدة والاختزال، فإن الوزن المكافئ لكل مادة متفاعلة يمد أو يتفاعل مع مول واحد من الإلكترونات(-e) في تفاعل الأكسدة والاختزال.
الوزن المكافئ له وحدات الكتلة، على عكس الوزن الذري، والذي يستخدم الآن كمرادف للكتلة الذرية النسبية وهو بلا أبعاد، حُددت الأوزان المكافئة في الأصل عن طريق التجربة، ولكن (بقدر ما لا تزال مستخدمة) مشتقة الآن من الكتل المولية، يمكن أيضًا حساب الوزن المكافئ للمركب بقسمة الكتلة الجزيئية على عدد الشحنات الكهربائية الموجبة أو السالبة الناتجة عن انحلال المركب.

## تاريخ

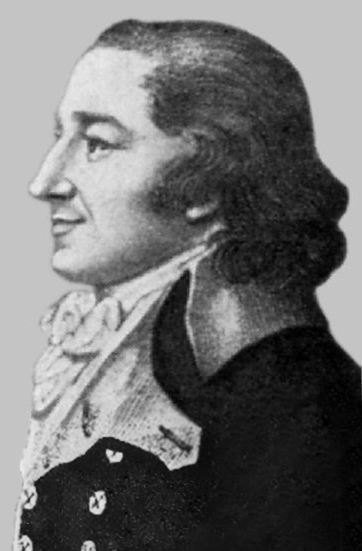
جرمياس ريختر (1762-1807)، أحد الكيميائيين الأوائل الذين نشروا جداول ذات أوزان مكافئة، وصاغ كلمة "قياس اتحادية العناصر الكيميائية".

نشر كارل فريدريك فينزيل أول مرة الأوزان المكافئة للأحماض والقواعد في عام 1777. ثم قام بعد ذلك جرمياس ريختر بإعداد مجموعة أكبر من الجداول ابتداءً من عام 1792. ومع ذلك، لم يكن لديهما نقطة مرجعية واحدة لجداولهم، وبالتالي كان عليهم نشر جداول منفصلة لكل زوج من الأحماض والقاعدة.
اقترح جدول جون دالتون الأول للأوزان الذرية (1808) نقطة مرجعية، على الأقل للعناصر: أخذ الوزن المكافئ للهيدروجين ليكون وحدة واحدة من الكتلة. ومع ذلك، كانت نظرية دالتون الذرية بعيدة عن أن تكون مقبولة عالميًا في أوائل القرن التاسع عشر، وكانت إحدى أكبر المشاكل هي تفاعل الهيدروجين مع الأكسجين لإنتاج الماء، يتفاعل جرام واحد من الهيدروجين مع ثمانية جرامات من الأكسجين لإنتاج تسعة جرامات من الماء، لذلك حدد الوزن المكافئ للأكسجين بثمانية جرامات، نظرًا لأن دالتون افترض (بشكل غير صحيح) أن جزيء الماء يتكون من ذرة هيدروجين واحدة وذرة أكسجين واحدة، فإن هذا يعني أن الوزن الذري للأكسجين يساوي ثمانية؛ وللتعبير عن التفاعل من حيث أحجام الغاز وفقًا لقانون جاي لوساك الخاص بجمع أحجام الغاز، يتفاعل حجمين من الهيدروجين مع حجم واحد من الأكسجين لإنتاج حجمين من الماء، مما يشير (بشكل صحيح) إلى أن الوزن الذري للأكسجين هو ستة عشر. ساعد عمل تشارلز فريديريك غيرهارد (1816-1856) وهنري فيكتور رينيو (1810-1878) وستانيسلاو كانيزارو (1826-1910) في تبرير هذا والعديد من المفارقات المماثلة، ولكن المشكلة كانت لا تزال موضع نقاش في مؤتمر كارلسروه [الإنجليزية](1860).
ومع ذلك، وجد العديد من الكيميائيين أن الأوزان المكافئة هي أداة مفيدة حتى لو لم يشتركوا في النظرية الذرية، وكانت الأوزان المكافئة بمثابة تعميم مفيد لقانون جوزيف لويس بروست للنسب الثابتة (1794) والذي مكّن الكيمياء من أن تصبح علمًا كميًا، وأصبح الكيميائي الفرنسي جان-باتيست دوما(1800-1884) أحد أكثر المعارضين تأثيرًا للنظرية الذرية، بعد أن اعتمدها في وقت سابق من حياته المهنية، لكنه كان مؤيدًا قويًا للأوزان المكافئة.

## الكيمياء العامة
استبدل استخدام الأوزان المكافئة في الكيمياء العامة إلى حد كبير باستخدام الكتل المولية، ويمكن حساب الأوزان المكافئة من الكتل المولية إذا كانت المادة الكيميائية معروفة جيدًا:
- الكتلة المولية لحمض الكبريتيك 98.078 (5)g mol−1، ويزود مولين من أيونات الهيدروجين لكل مول من حامض الكبريتيك، لذا فإن وزنه المكافئ هو 98.078 (5)g mol−1= 49.039 (3)g eq−1.
- الكتلة المولية لبيرمنغنات البوتاسيوم 158.034 (1)g mol−1، ويتفاعل مع خمسة مولات من الإلكترونات لكل مول من بيرمنغنات البوتاسيوم، لذا فإن وزنه المكافئ هو 158.034 (1)g mol−1= 31.6068 (3)g eq−1.

تاريخيًا، غالبًا ما تحدد الأوزان المكافئة للعناصر من خلال دراسة تفاعلاتها مع الأكسجين، على سبيل المثال، يتفاعل 50 غرام من الزنك مع الأكسجينلإنتاج 62.24غرام من أكسيد الزنك، مما يعني أن الزنك قد تفاعل مع 12.24 غرام من الأكسجين (من قانون حفظ الكتلة): الوزن المكافئ للزنك هو الكتلة التي ستتفاعل مع ثمانية غرامات من الأكسجين، وبالتالي 50غ×8غ / 12.24ع= 32.7غ.
لا تذكر بعض كتب الكيمياء العامة المعاصرة أي ذكر للأوزان المكافئة. يشرح آخرون الموضوع، لكنهم يشيرون إلى أنه مجرد طريقة بديلة لإجراء العمليات الحسابية باستخدام المولارية.